# Центральний державний електронний архів України
Центральний державний аудіовізуальний та електронний архів України (ЦДАЕА України) виконує завдання та функції держави з управління архівною справою та діловодством, забезпечує облік, збереженість документів Національного архівного фонду та використання відомостей, що в них містяться.

## Про архів
Для вирішення завдань державного зберігання електронної спадщини для майбутніх поколінь та необхідності інтеграції України в світовий інформаційний простір  за розпорядженням Кабінету Міністрів України від 12 травня 2007 року № 279-р було створено Центральний державний електронний архів України.
ЦДАЕА України є одним з наймолодших серед державних архівів та єдиною архівною установою в Україні, яка займається зберіганням електронних документів, електронних інформаційних ресурсів, а також документів в електронній формі.
Свою діяльність архів виконує у відповідності до Положення про Центральний державний електронний архів України", затвердженого наказом Міністерства юстиції України від 29.12.2016 № 3916/5.
ЦДАЕА України є державною архівною установою, що створюється, реорганізовується і ліквідується за рішенням Кабінету Міністрів України і належить до сфери управління Державної архівної служби України.

## Основні напрями діяльності архіву
- участь у реалізації державної політики в сфері архівної справи та діловодства;
- забезпечення формування Національного архівного фонду, комплектування ЦДАЕА України профільними документами, їх обліку та зберігання, використання відомостей, що в них містяться;
- надання методичної допомоги державним архівним установам, архівним відділам міських рад, підприємствам, установам, організаціям — джерелам формування Національного архівного фонду з питань роботи з профільними документами, організації електронного документообігу;
- участь у підготовці нормативно-правових актів, науково-методичних розробок з питань роботи з профільними документами, впровадження електронного документообігу, зберігання профільних документів та використання їх інформації;
- забезпечення реалізації прав громадян на вільний доступ до відомостей, що містяться в архівних документах;
- забезпечення дотримання законодавства України про Національний архівний фонд та архівні установи;
- участь у проведенні наукової та методичної роботи у сфері архівної справи, документознавства.

## Документи, що приймає архів на зберігання
До складу документів ЦДАЕА України (профільні документи) входять документи Національного архівного фонду, що є власністю держави, та інші документи, а саме:
- документи в електронній формі, у тому числі електронні документи юридичних та фізичних осіб — джерел формування Національного архівного фонду, передані державними архівними установами та архівними відділами міських рад до ЦДАЕА України;
- документи в електронній формі, у тому числі електронні документи особового походження, передані власниками або уповноваженими ними особами до ЦДАЕА України;
- електронні інформаційні ресурси, у тому числі відібрані ЦДАЕА України на постійне зберігання;
- документи, що відносяться до власного архівного фонду ЦДАЕА України;
- страховий фонд та фонд користування документів та копій документів, що зберігаються в інших архівах, музеях і бібліотеках;
- цифрові копії документів Національного архівного фонду, створені для фонду користування, що зберігаються в архівних установах;
- цифрові копії описів справ постійного зберігання, передані державними архівними установами та архівними відділами міських рад до ЦДАЕА України;
- облікові документи та довідковий апарат до документів ЦДАЕА України у паперовій та електронній формі.

## Склад архівних фондів
Станом на 01 січня 2021 року на зберіганні у ЦДАЕА України знаходяться 33 архівних фондів, до складу яких увійшли:
- Електронні інформаційні ресурси — 218 од.зб.
- Документи особового походження в електронній формі — 1498 од.зб.
- Аудіовізуальні документи в електронній формі — 164 од.зб.
- Документи з паперовою основою — 172 од.зб.
- Документи в електронній формі — 99 од.зб.
- Документи з кадрових питань ЦДАЕА України — 101 од.зб.

12 травня 2017 архів узяв на зберігання електронний інформаційний ресурс «Український мовний розділ вільної енциклопедії «Вікіпедія».

## Керівництво
Очолює ЦДАЕА України директор, який призначається на посаду і звільняється з посади Головою Укрдержархіву.
Керівники ЦДАЕА України:
- 2007—2011 Лавренюк Анатолій Гаврилович
- 2011—2015 Ус Олена Миколаївна
- З квітня 2015 — Ковтанюк Юрій Славович, кандидат історичних наук.

## Структура

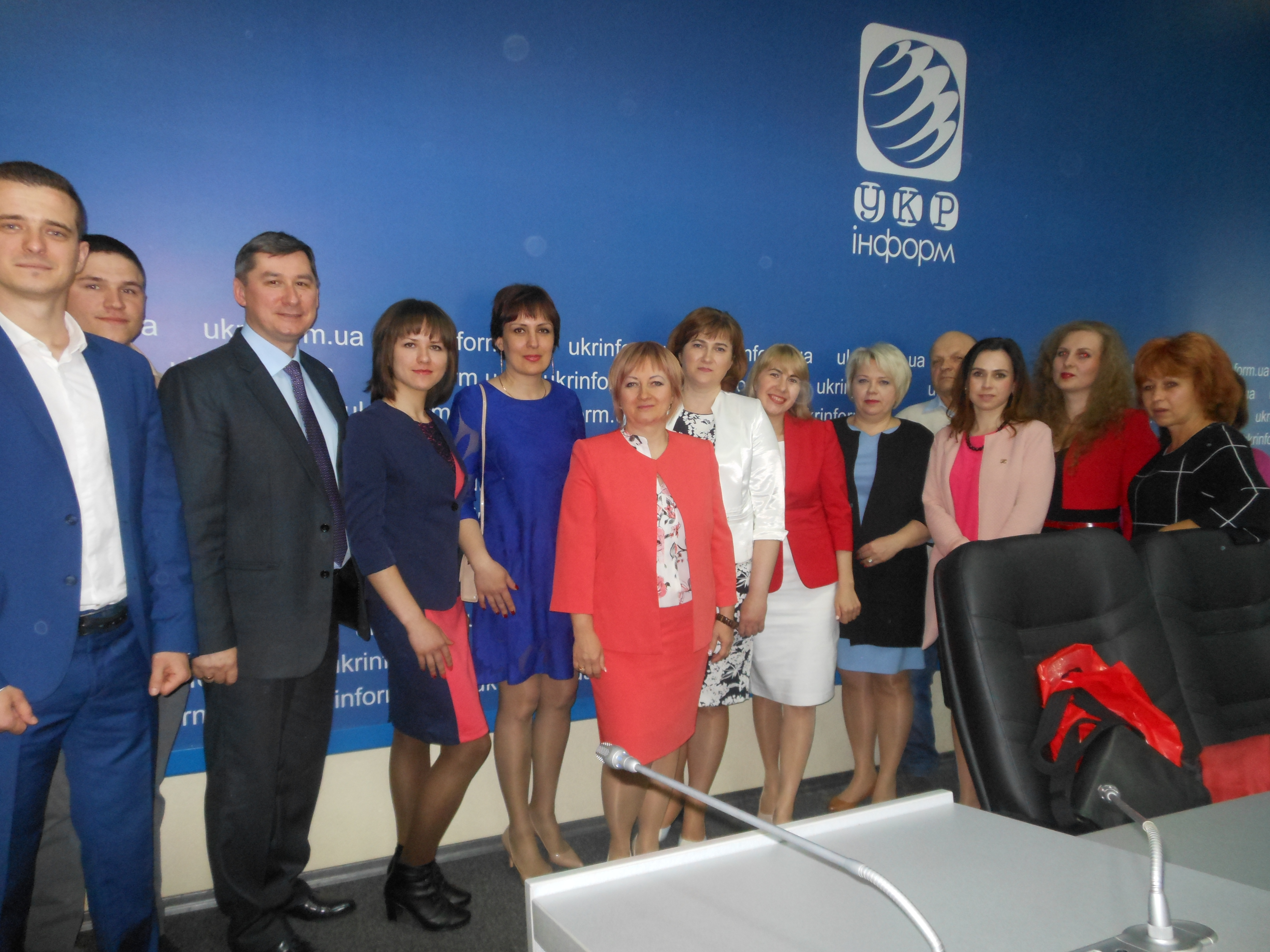
Колектив ЦДАЕА України на прес-конференції з нагоди 10-річчя установи. 12 травня 2017

- відділ формування Національного архівного фонду
- відділ забезпечення збереженості та обліку документів
- відділ інформаційних технологій та кіберзахисту
- відділ забезпечення доступу до інформації документів
- сектор бухгалтерського обліку, фінансового та господарського забезпечення
- сектор управління персоналом